# Lautrach
Lautrach é um município da Alemanha, situado no distrito de Baixa Algóvia, no estado da Baviera. Tem 8,07 km² de área, e sua população em 2019 foi estimada em 1.278 habitantes.